# ألبان ميها
ألبان ميها (بالألبانية: Alban Meha‏) (25 أبريل 1986 في ميتروفيتسا، كوسوفو) لاعب كرة قدم الباني الجنسية يجيد اللعب في مركز الوسط على الأطراف .
لعب لعدة أندية في ألمانيا أبرزها نادي بادربون و انتقل في عام 2015 إلى نادي كونياسبور التركي ولعب له لمدة موسم وبعدها وقع مع نادي النصر السعودي في عام 2016 و لكن تم فسخ عقده لعدم قناعة الجهاز الفني به وعاد بعدها إلى نادي كونياسبور التركي، وفي سنة 2017 انتقل إلى نادي الفيصلي الأردني.

## روابط خارجية
- ألبان ميها على موقع الاتحاد الأوربي (الإنجليزية)
- ألبان ميها على موقع اتحاد تركيا (لاعب) (الإنجليزية)
- ألبان ميها على موقع قاعدة بيانات كرة القدم.إي يو (الإنجليزية)
- ألبان ميها على موقع بيانات كرة القدم. دي إي (الألمانية)
- ألبان ميها على موقع ناشيونال فوتبول تيمز (الإنجليزية)
- ألبان ميها على موقع Soccerway.com (الإنجليزية)
- ألبان ميها على موقع عالم كرة القدم.نت (الإنجليزية)
- ألبان ميها على موقع AS.com (الإسبانية)